# Monika Maliczkiewicz
Monika Maliczkiewicz (ur. 15 kwietnia 1988 we Wrocławiu) – polska piłkarka ręczna, grająca na pozycji bramkarki, mistrzyni i reprezentantka Polski.

## Kariera klubowa
Jet wychowanką KPR Kobierzyce, była też uczennicą Szkoły Mistrzostwa Sportowego w Gliwicach. Przez niemal całą karierę sportową związana jest z Zagłębiem Lubin, skąd w latach 2006-2008 była wypożyczona do Finepharmu Jelenia Góra. W 2007 zdobyła z jeleniogórskim klubem mistrzostwo Polski juniorek. Od 2008 gra w Zagłębiu, z przerwą w sezonie 2015/2016, kiedy występowała we francuskim Handball Cercle Nîmes. Z klubem z Lubina sięgnęła po mistrzostwo Polski w 2011, 2021 i 2022, a także tytuły wicemistrzyni Polski w 2009, 2010, 2012, 2013, 2014, 2017, 2018, 2019 i 2020 oraz Puchar Polski w 2009, 2011, 2013, 2017, 2019, 2020 i 2021.
W konkursie Gladiatory PGNiG Superligi Kobiet trzykrotnie wybierano ją najlepszą bramkarką ligi (2020, 2021 i 2022), a w 2021 została także uznana najlepszą zawodniczką ligi.

## Kariera reprezentacyjna
Z reprezentacją U-18 zajęła 10. miejsce na mistrzostwach Europy w 2006, z reprezentacją U-19 13. miejsce w mistrzostwach Europy w 2007. W reprezentacji Polski seniorek debiutowała 31 marca 2010 w meczu eliminacji mistrzostw Europy z Rosją. Zagrała na mistrzostwach świata w 2021 oraz mistrzostwach Europy w 2022.